# Прохоровка
Про́хоровка — посёлок городского типа (с 1968), административный центр Прохоровского района Белгородской области России.
Население — 9790 чел. (2021).
Расположен на севере области, неподалёку от истоков реки Псёл, в 56 км от областного центра. Железнодорожная станция на линии Курск — Белгород Юго-Восточной железной дороги.

## Топоним
Слобода Ильинская носила фамилию поляков Кирилла и Саввы Ильинских (Илинский) из рода Корчак (Korczak). 
В 1860-х годах, после «Великой реформы» 1861 года, Ильинская Слобода была переименована в честь царствующего императора Александра II в село Александровское.
20 сентября 1968 года рабочий посёлок Александровский был переименован в Прохоровку. Название по станции, названной, в свою очередь, по фамилии инженера-путейца В. И. Прохорова, ответственного за её строительство.

## История
Первое упоминание о населённом пункте в исторических документах относится ко второй половине XVII века. Польский шляхтич Кирилл Григорьевич Ильинский (Илинский) из рода Корчак (Korczak) и сын его Савва выехали во время русско-польской войны 1654—1667 годов из Польши под Белгород, где основали слободу Ильинскую. 
В конце 1880-х годок западнее села прошла линия Курско-Харьковско-Азовской железной дороги. В то же время была построена станция Прохоровка.
В 1868 году Александр II подписал указ о строительстве Курско-Харьковской железной дороги, концессию получил Поляков Самуил Соломонович, известный концессионер селеной дороги. В этом же году начались работы, а уже в 1869 году началось движение по Южной магистрали. Комиссия по приему работ отметила следующее: «Станция Прохоровка – 4 класса. Возведены следующие постройки: а) деревянный пассажирский дом с деревянной платформой длиной 60 и шириной 2,5 саженей. Здание построено согласно чертежам, утвержденным господином Министром 31 июня 1868 года. Пассажирская платформа устроена деревянная на дубовых стульях, согласно образцам Московско-Курской железной дороги. Выезды для экипажей ещё не сделаны; б) здание для резервуара; в) здание для подъёмной машины с помещением для машинистки; г) деревянные жилые дома построены и окончательно отделываются. При жилых домах построены кладовые; д) установлен гидравлический кран; е) приступили к устройству мостовых и заборов. Кроме того, строится товарная платформа длиной 20 саженей с земляными присыпками. Кроме того, строится товарная платформа длиной 20 саженей с земляными присыпками. Водоснабжение Прохоровки за 880 погонных сажень от станции из оврага, пополняемого дождевыми и весенними водами; вместимость искусственного водохранилища до 6 тыс. куб. Платина устроена, водоспуск ещё не сделан. Вода накачивается паровой машиной. В настоящее время по причине прорыва плотины имеется запас воды только до 500 кубических саженей. Вообще водоснабжение ещё окончательно не исследовано. В семи вёрстах от станции Прохоровка (на 89-й версте) устроено на собранной ключевой воде в овраге временное водоснабжение с баком, вместимостью до 1 куб. саж. Комиссия, ввиду недостаточного водопитания на станции Прохоровка полагает сохранить это временное водохранилище с устройством над ним тёплого помещения».    
В середине октября 1941 (до 26 октября включительно) в Прохоровке находился штаб советской 227-й стрелковой дивизии РККА 1-го формирования.
Войска нацистской Германии впервые вошли в Прохоровку 4 ноября 1941 года. 9 ноября 1941 Прохоровка была освобождена кавэскадроном 227-й стрелковой дивизии РККА. С 14 по 16 ноября за село шли бои. 16 ноября 1941 Прохоровка была атакована немцами с двух направлений: с северо-запада со стороны Петровки и с запада со стороны посёлка совхоза Октябрьский; после боя была повторно оккупирована вермахтом. 21 ноября 1941 советская разведгруппа забросала гранатами и расстреляла из пулемётов в Прохоровке похоронную процессию гитлеровцев. Во время оккупации Прохоровка использовалась немцами как опорный пункт, откуда выезжали в близлежащие н.п. группы фашистов для грабежа мирного населения (продуктов и вещей), вплоть до женских сорочек.
В ходе Великой Отечественной войны 12 июля 1943 года в районе железнодорожной станции Прохоровка и села Александровское произошло сражение под Прохоровкой — крупное встречное танковое сражение Великой Отечественной войны, где с обеих сторон участвовало свыше 800 единиц танков и самоходных орудий.
В послевоенные годы село Александровское разрослось и включило в себя станцию Прохоровка, которая стала западной частью села. 20 июня 1968 года селу Александровское был присвоен статус рабочего посёлка, а 20 сентября переименовано в Прохоровку.

## Население
| 1959  | 1970  | 1979  | 1989  | 2002    | 2009  | 2010  | 2012  | 2013  |
| ----- | ----- | ----- | ----- | ------- | ----- | ----- | ----- | ----- |
| 3607  | ↗6418 | ↗6859 | ↗8093 | ↗10 007 | ↘9383 | ↗9761 | ↘9591 | ↘9368 |
| 2014  | 2015  | 2016  | 2017  | 2018    | 2019  | 2020  | 2021  |       |
| ↘9285 | ↘9170 | ↘9052 | ↗9081 | ↘9058   | ↗9092 | ↗9193 | ↗9790 |       |

Национальный состав
По итогам переписи населения 2020 года проживали следующие национальности (национальности менее 0,1 % и другое, см. в сноске к строке «Другие»):
| Национальность | Численность, чел. | Доля     |
| -------------- | ----------------- | -------- |
| Русские        | 9261              | 94,61 %  |
| Украинцы       | 104               | 1,06 %   |
| Азербайджанцы  | 35                | 0,36 %   |
| Армяне         | 23                | 0,23 %   |
| Немцы          | 14                | 0,14 %   |
| Татары         | 11                | 0,11 %   |
| Молдаване      | 11                | 0,11 %   |
| Другие         | 331               | 3,38 %   |
| Итого          | 9790              | 100,00 % |

## Экономика

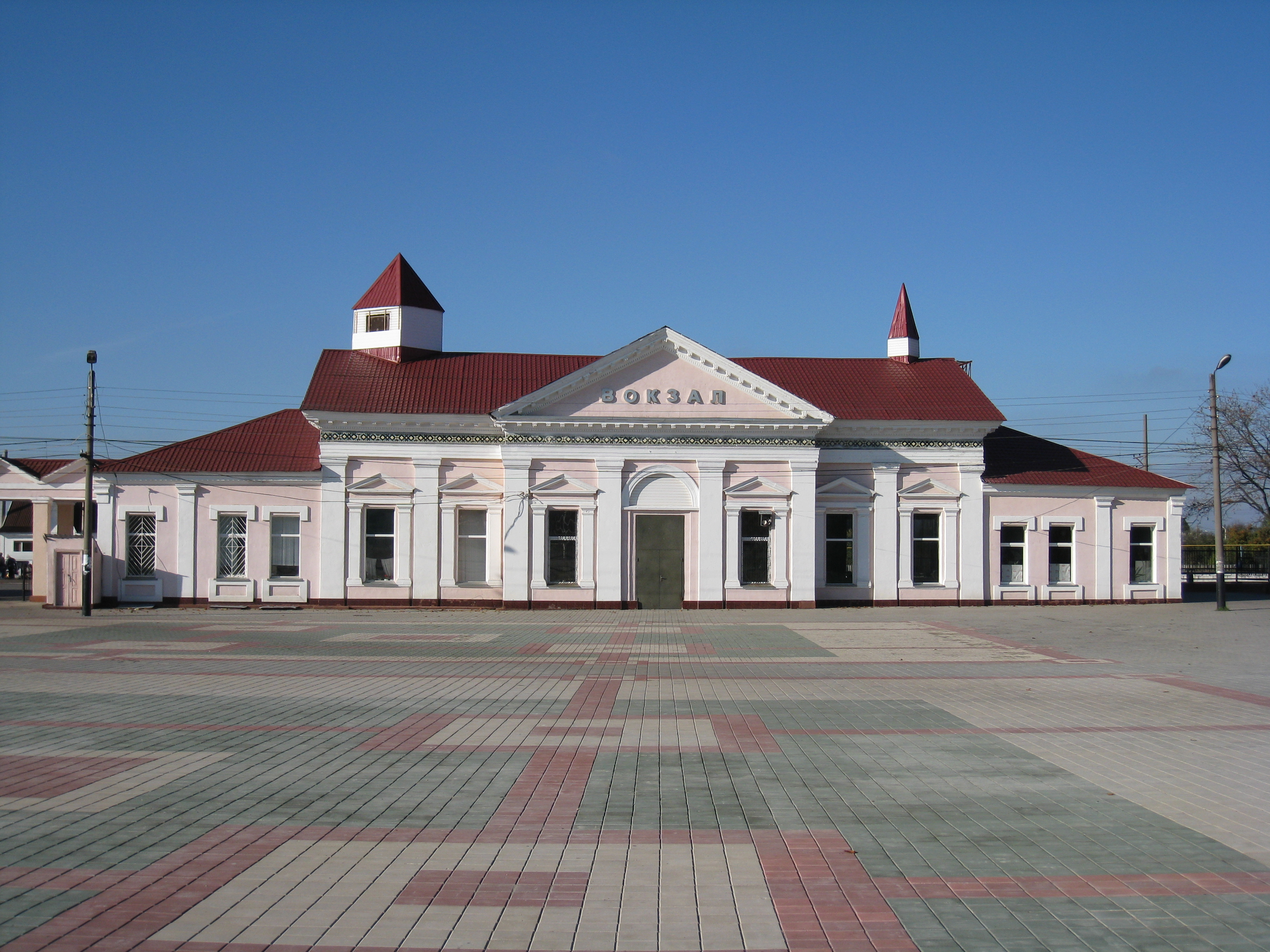
Здание железнодорожного вокзала

В посёлке действуют завод ООО «Хохланд—Руссланд», асфальтный завод компании "БелЗНАК", элеватор, завод комбикормов компании «Мираторг», нефтебаза, железнодорожная станция.

## Образование

Прохоровская гимназия

В посёлке работают следующие образовательные учреждения:
- 4 детских сада,
- гимназия,
- начальная школа,
- музыкальная школа,
- школа искусств,
- детско-юношеская спортивная школа,
- станция юных натуралистов,
- дом ремёсел,
- дом детского творчества.

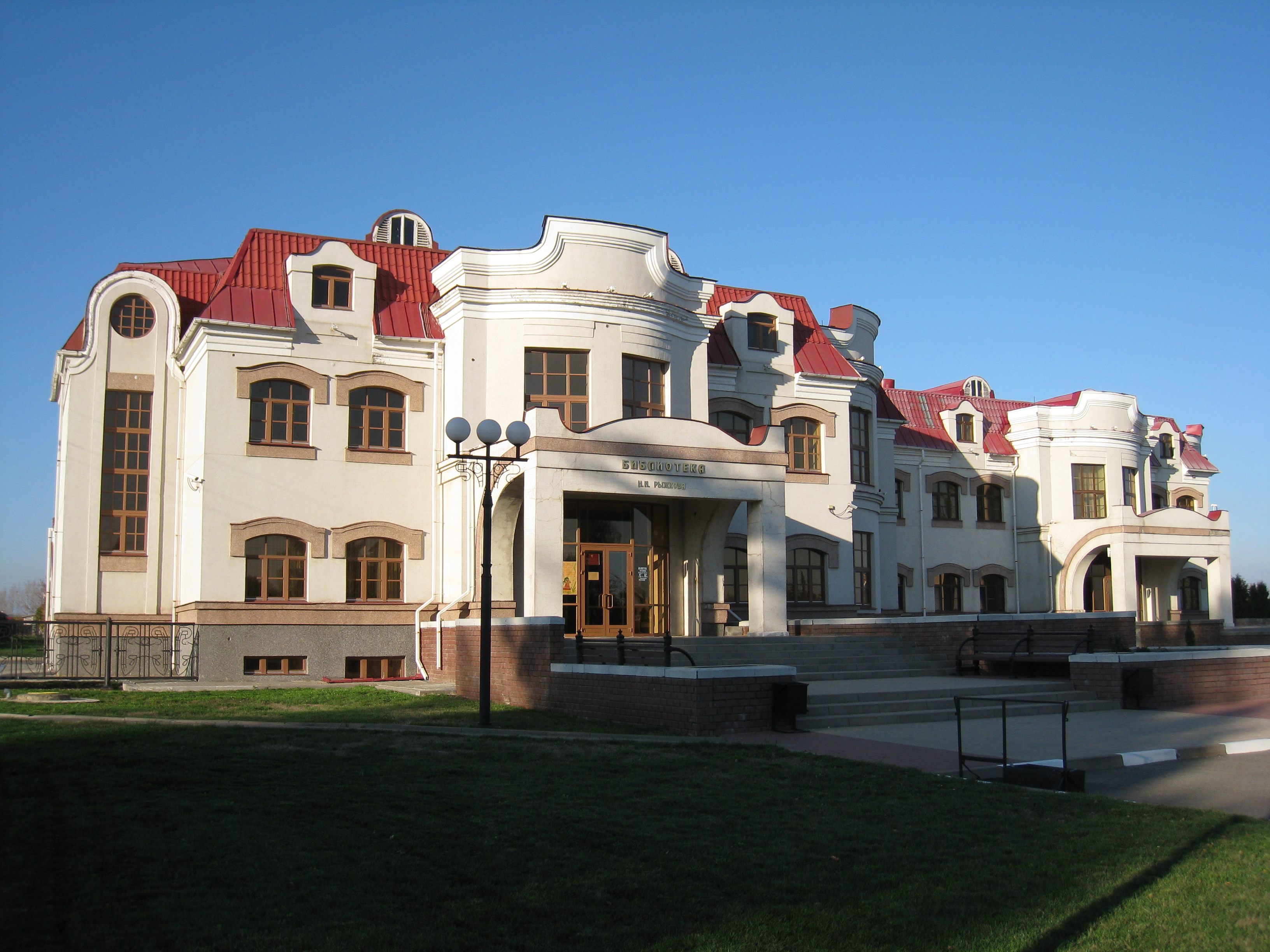
Библиотека Н. И. Рыжкова

Также функционирует ряд учреждений культуры и спорта, среди которых:
- детская районная библиотека,
- районная библиотека,
- библиотека им. Н. И. Рыжкова,
- дворец культуры,
- физкультурно-оздоровительный комплекс «Олимп».

## Объекты культурного наследия
В 1995 году основан государственный военно-исторический музей-заповедник «Прохоровское поле», включающий в себя мемориал и места, где проходили основные события Прохоровского танкового сражения в ходе Курской битвы 1943 года.

### Памятники архитектуры
Дом купца Алексеева И. Ф. Расположен в п. Прохоровка (ул. Советская, д. 150). Был построен в конце XIX века в стиле русский модерн. Дом двухэтажный, стены кирпичные. До 1918 года дом принадлежал купцу И. Ф. Алексееву. В настоящее время здесь размещается районный суд. Памятник местного значения.

### Достопримечательности

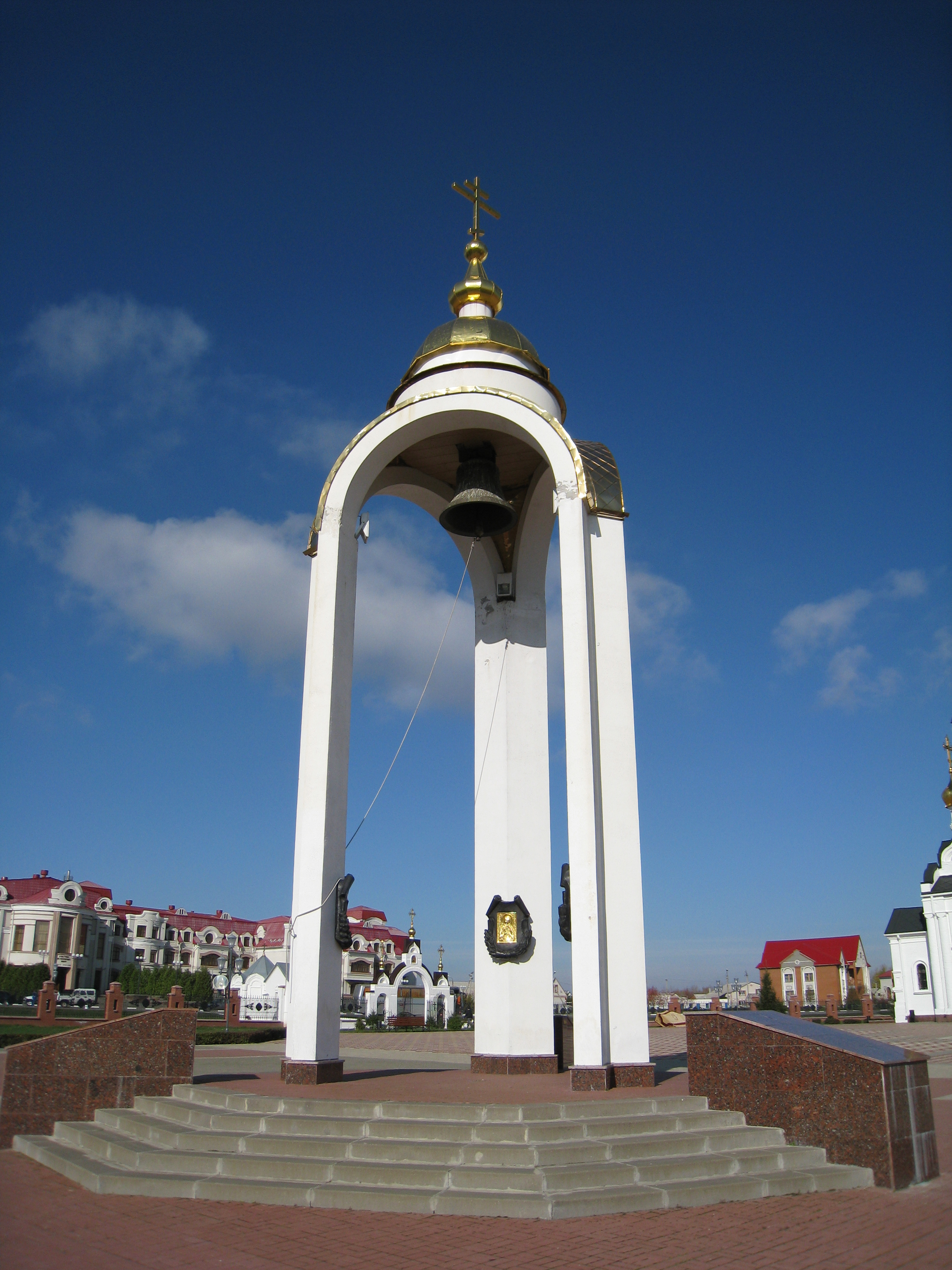
Колокол единения трёх славянских народов

Звонница — Памятник победы на Прохоровском поле

- Колокол единения трёх братских славянских народов.
- Памятник воинам, павшим на Прохоровском поле.
- Звонница на Прохоровском поле.
- Храм Святых Апостолов Петра и Павла.
- Парк регионального значения «Ключи».

### Музеи
- Государственный военно-исторический музей-заповедник «Прохоровское поле» (музей истории Прохоровского танкового сражения)[26].
- Музей боевой славы «Третье ратное поле России»[27].
- Музей природы Белогорья.
- Музей бронетанковой техники[28]
- Музей «Битва за оружие Великой Победы»[29].

## Известные уроженцы
- Плехов Прокофий Федотович (1911—1945) — участник Великой Отечественной войны, полный кавалер ордена Славы.
- Лантратов Илья Валерьевич (1995) — российский футболист, вратарь клуба «Локомотив».
- Ильинский Николай Иванович — Лауреат Премии Правительства Российской Федерации в области науки и техники (1995)

## Изображения и фотографии

Свято-Николаевский храм
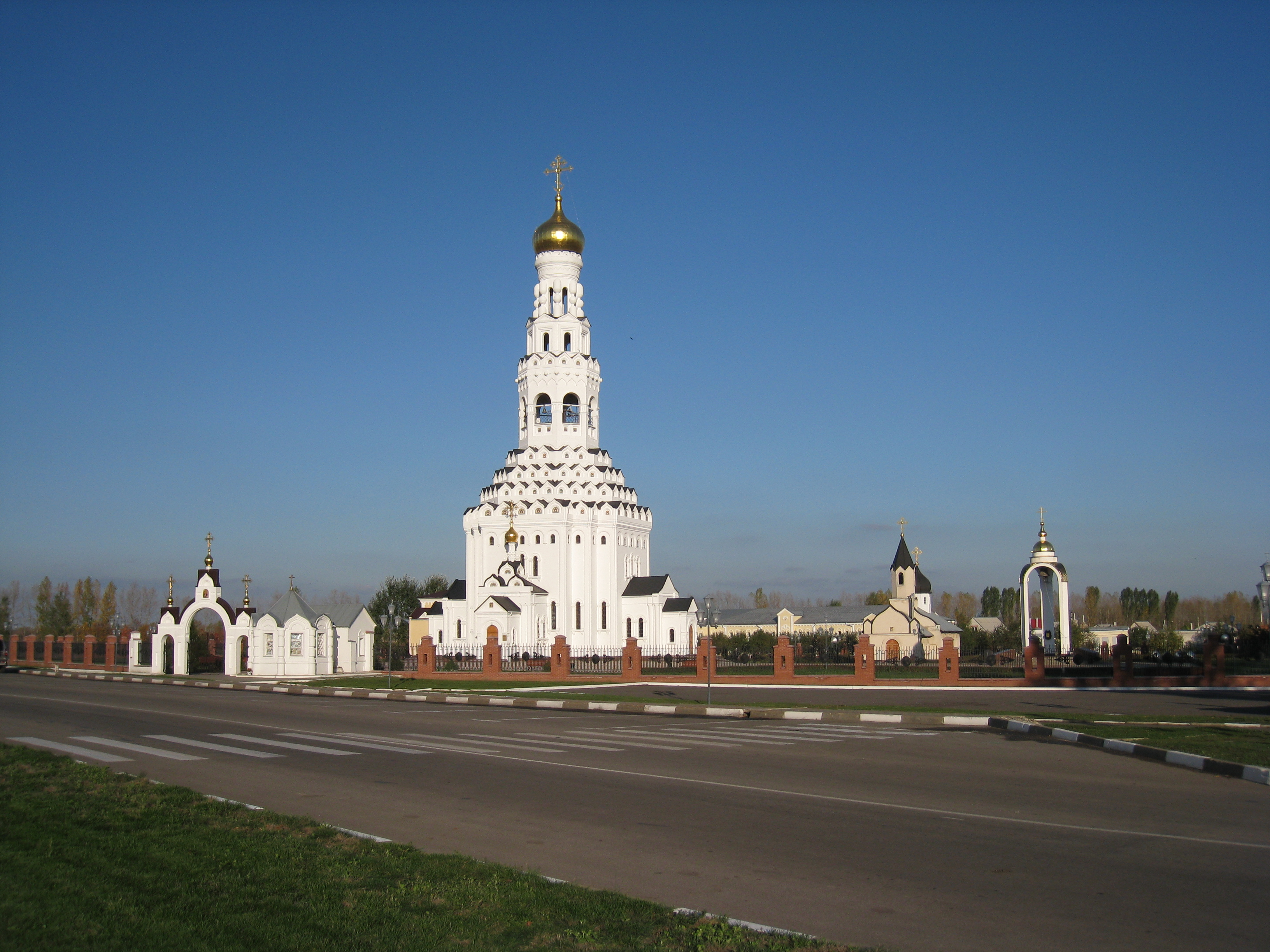
Храмовый комплекс на Прохоровском поле
Памятник танкисту и пехотинцу
Бывшее здание администрации Прохоровского района
Кинотеатр «Мир»
Районный дворец культуры
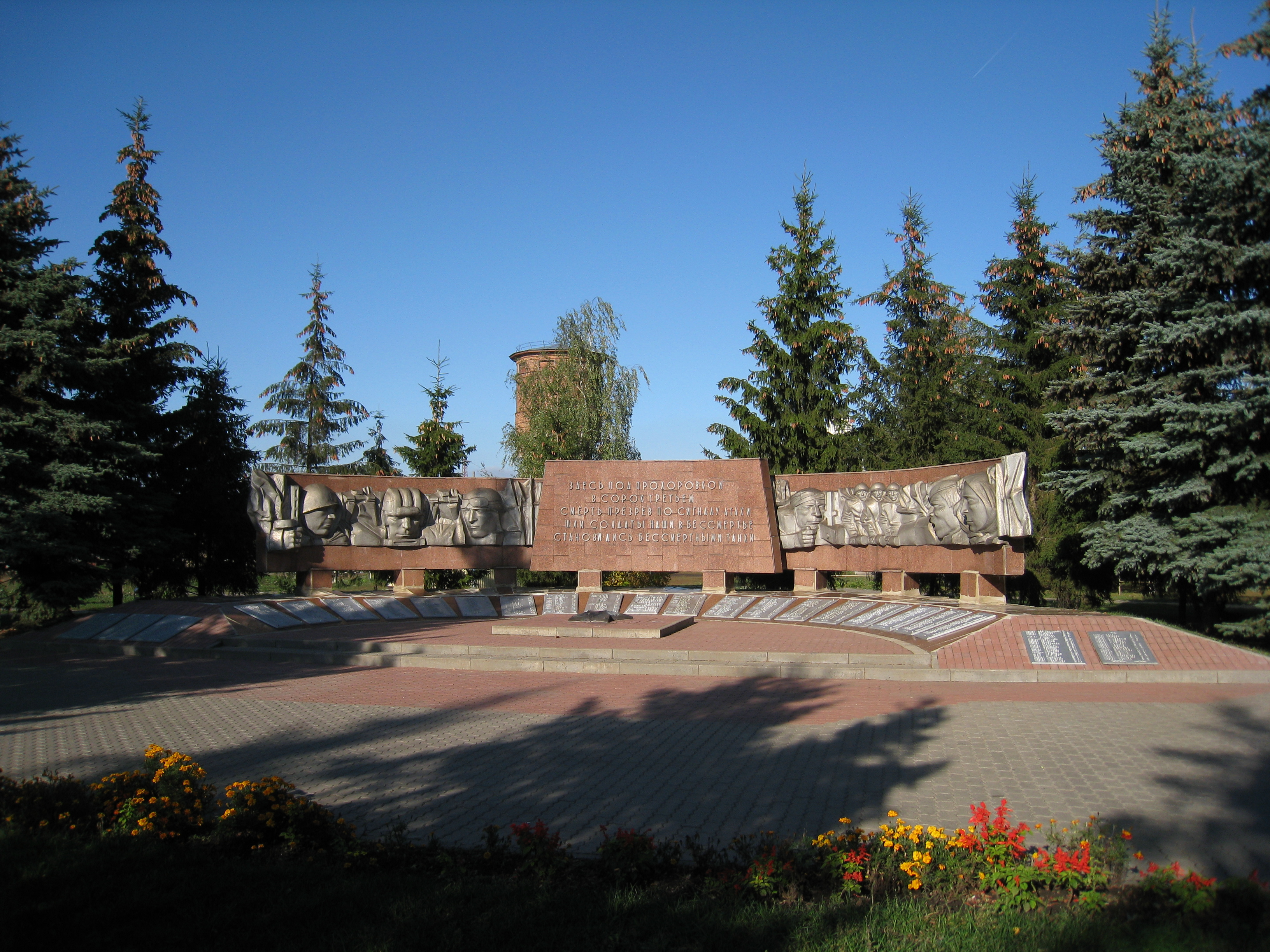
Вечный огонь
Элеватор
Аллея Героев Советского Союза, уроженцев Прохоровского района
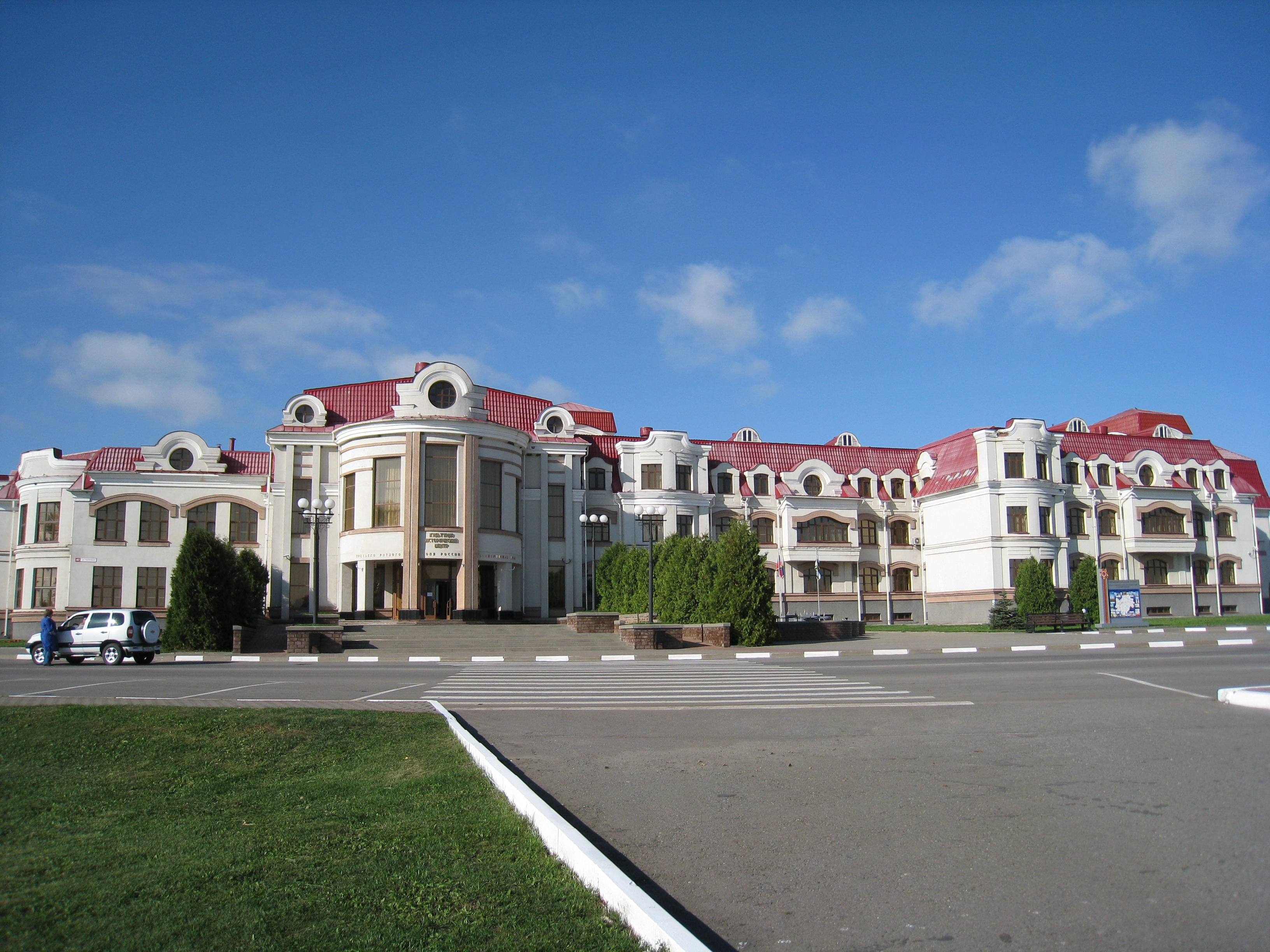
Культурно-исторический комплекс «Третье ратное поле России», гостиница
Информационный стенд
Торговый центр
Советская ул., центр Прохоровки
Клумба «Эйфелева башня»
Памятник Клыкову В. М., Прохоровское поле